# 518 Halawe
518 Halawe eller 1903 MO är en asteroid i huvudbältet, som upptäcktes den 20 oktober 1903 av den amerikanske astronomen Raymond Smith Dugan vid observatoriet i Heidelberg. Den är uppkallad efter det arabiska bakverket Helva.
Asteroiden har en diameter på ungefär 16 kilometer.